# Tres noches
Tres noches es una novela del autor argentino, afincado en Barcelona, Rubén Mettini. La novela ganó el IX Premio Odisea (2009), dedicado a obras con contenido homosexual. Trata sobre los sentimientos de soledad y los recuerdos de un hombre gay anciano.